# Thomas Kuhn
Thomas Samuel Kuhn (født 18. juli 1922 i Cincinnati, død 17. juni 1996 i Cambridge, Massachusetts) var en amerikansk videnskabsteoretiker, -filosof og -historiker. Kuhn er kendt for at have lanceret begrebene paradigme og paradigmeskifte i videnskabsfilosofien. I 1949 færdiggjorde Kuhn sin doktorgrad i fysik på Harvard University. Han underviste i videnskabshistorie fra 1948 til 1956. Efter at have arbejdet på Harvard forelæste han ved University of California, Berkeley, på både filosofi- og historieinstitutterne. Han blev udnævnt til professor i videnskabshistorie i 1961. I 1964 blev han professor i videnskabsfilosofi og videnskabshistorie ved Princeton University. Fra 1979 til 1991 arbejdede han ved Massachusetts Institute of Technology (MIT).

## Videnskabshistorie før Kuhn
Før Kuhn var videnskabshistorien mere biografisk orienteret. Videnskabsteorien sås almindeligvis som en kumulativ proces, hvor Kuhn ser den som en serie af paradigmer, der afløser hinanden.

## Videnskabens revolutioner
Kuhns mest kendte værk er Videnskabelige revolutioners struktur (1962), hvori Kuhn hævder, at naturvidenskaben ikke har udviklet sig ved en gradvis akkumulering af viden, men gennem omvæltninger - såkaldte paradigmeskifte - i den videnskabelige forståelse. Videnskabens udvikling gennemløber ifølge Kuhn tre faser: (1) den førparadigmatiske periode, der kun gennemløbes en eneste gang, hvor der ikke er noget centralt paradigme, (2) en normalvidenskabelig periode hvor forskere arbejder inden for et paradigme og prøver at "puzzle-solve" forskellige problemer og (3) en revolutionær periode hvor det videnskabelige samfund forkaster det foregående paradigme og etablerer et nyt et.
Normalvidenskab og revolutionær videnskab er to fundamentalt forskellige former for videnskab. Begge skal forklares ud fra begrebet paradigme. Med paradigmebegrebet forstår Kuhn de fælles, næsten uskrevne regler, der samler et kollektiv af forskere omkring bestemt problemløsende, videnskabelig praksis. Et sådant kompleks af almindeligt accepterede kriterier har fire hovedbestanddele: 
- Symbolske generaliseringer. Formelle holdninger om naturen der ligner naturlove, men virker som grundlæggende definitioner. Disse prøves ikke eksperimentelt.
- Metafysiske forestillinger. Heuristiske antagelser om virkelighedens natur der ikke kan afgøres eksperimentelt.
- Værdier. Kriterier for hvad der gælder f.eks. for en god teori. Det er fælles kriterier og krav til teoriers formulering og enkelhed, samt til karakteren af de data, som betragtes som særligt gode og skal søges tilvejebragt ved observationer.
- Forbilleder (exemplars). Stort eksempel på paradigmets succesrige anvendelse ved problemløsning.

Under en normalvidenskabelig periode forholder forskerne sig ukritisk til paradigmet og stræber efter at fordybe og forfine materialet indenfor rammen. Kuhn omtaler denne forskning som ”puzzlesolving”, da det på forhånd er givet, hvordan et acceptabelt resultat ser ud. Anomalier kan normalt bortforklares, men kriser kan optræde, når store samlinger af anomalier eller særligt dybtgående anomalier gør forskerne usikre på paradigmet. Krisen leder til revolution med følgende paradigmeskift som resultat af en kamp mellem tilhængere af det gamle og det nye paradigme. Denne kamp føres ikke som en rationel dialog på neutralt niveau, idet de konkurrerende paradigmer har forskellige kriterier for gyldighed, bevisførelse m.m. Dette fører til et kommunikationsbrud mellem tilhængerne af de to konkurrerende paradigmer. Kuhn sammenligner forskernes accept af det nye paradigme med en religiøs omvendelse og peger på social-psykologiske faktorer som gruppetryk som afgørende for et paradigmeskifte. Han mener også, at de to former af videnskab er nødvendige for udvikling af den videnskabelige kundskab.[kilde mangler]
Flere forskere har dog udfordret relevansen af Kuhns paradigmetanke i humaniora. Den amerikanske litteraturteoretiker David Gorman skriver således, at "Naturvidenskaben oplever måske nok videnskabelige revolutioner som følge af opdagelser af ting som Jupiters måner eller DNA, eller som afskaffelsen af forestillinger som flogiston-teorien eller æter eller udvikling af nye teknikker som infinitesimalregning eller kvantificeringslogik. Humaniora lader ikke til at fungere på denne måde. I arkivbaserede discipliner som historie og litteraturvidenskab kan resultaterne ophobe sig, men problemstillingerne og emnerne er eviggyldige."

## Inkommensurabilitet
Ifølge Kuhn er paradigmer usammenlignelige. Videnskumulation foregår derfor ikke, fordi gamle paradigmers teoretiske videnskapital kastes bort. En lingvistisk forståelse af inkommensurabilitet (Wittgensteinsk): begge paradigmer kan bruges, men kan ikke oversættes til hinanden, fordi begreberne hænger sammen i et komplekst net - i et sprogspil.[kilde mangler] Paradigmer ligner gestaltskift: man kan ikke se på to paradigmer på samme tid. 